# Relegacja
Relegacja (od łac. relegatio) – usunięcie, wydalenie, określenie używane zwłaszcza w odniesieniu do wydalenia ucznia ze szkoły lub studenta z uczelni.
W starożytnym Rzymie, za czasów republiki, było to administracyjne wysłanie z kraju obywatela, który mógł się okazać niebezpiecznym i szkodliwym dla państwa.
Za cesarstwa rzymskiego relegacja była łagodną formą banicji, nie pociągającą za sobą skutków hańbiących.
W prawie francuskim (ust. 27 maja 1885) relegacja była karą zesłania do zamorskich posiadłości zbrodniarzy recydywistów.